# Comox

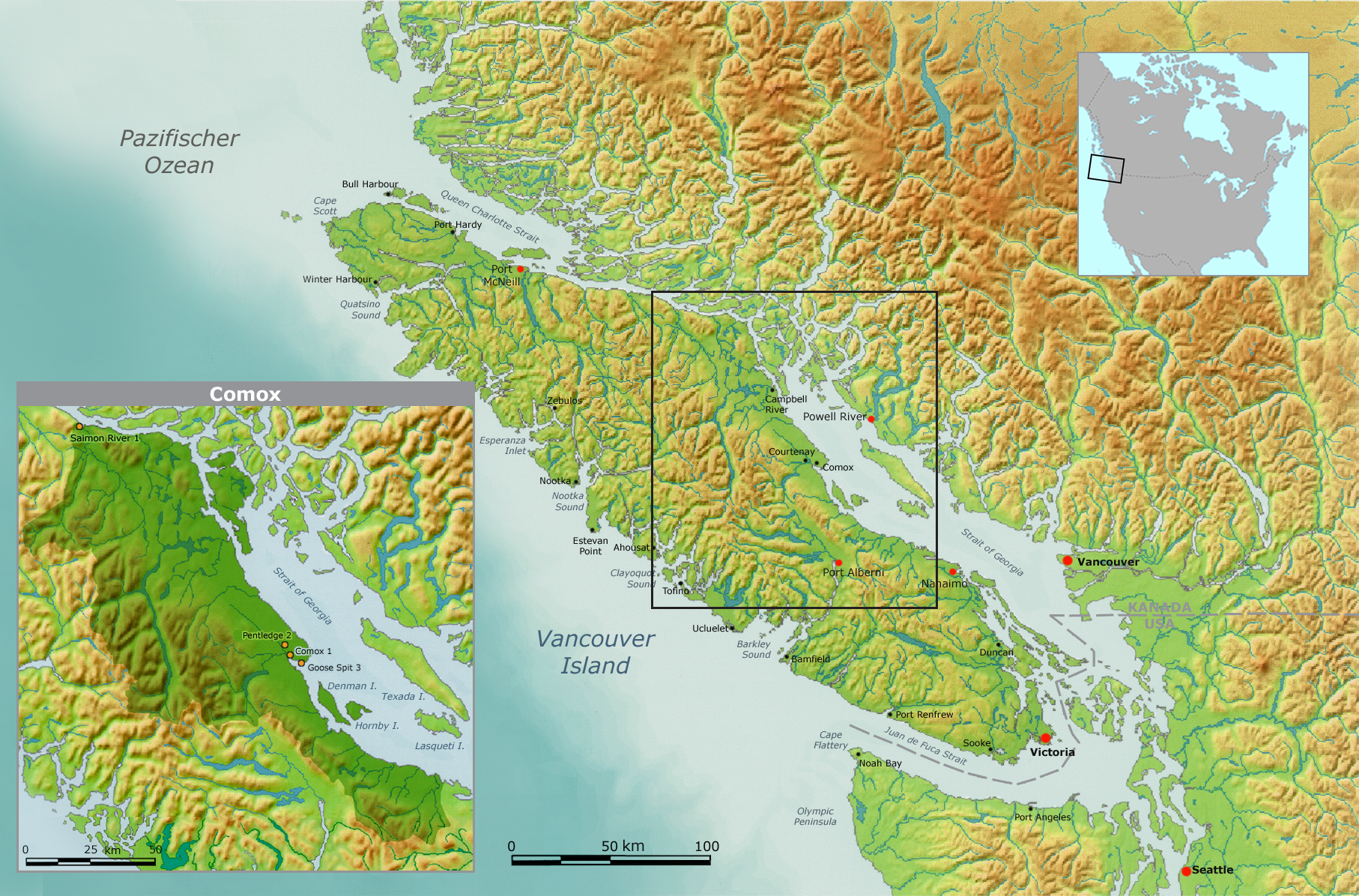
Traditionelles Territorium der Comox und heutige Reservate.

Mit K'ómoks oder K'omoks, im Englischen als Comox bekannt, wird einerseits die kulturell-sprachlich eng verwandte Stammesgruppe auf Vancouver Island und auf der östlichen Seite der Strait of Georgia der Salish-Sprachgruppe in British Columbia in Kanada bezeichnet, sie zählten zusammen mit den benachbarten Sechelt (Shishalh) zu den Northern Georgia Strait Coast Salish der Nördlichen Küsten-Salish entlang der Pazifikküste im Nordwesten und gehören somit zum Kulturareal der Pazifischen Nordwestküste.
Andererseits bezeichnet K’ómoks (Comox) oder K’ómoks eine der kanadischen First Nations in British Columbia, die offiziell K'ómoks First Nation heißt. Der Name „Comox“ ist der Name der heutigen Stadt Comox und die anglisierte Form von K’ómoks, der wiederum vom Kwak'wala-Begriff kw'umuxws für „Land des Überflusses, der Fülle oder des Reichtums“ abstammt.
Dieser Artikel möchte einen Überblick über den kulturellen Hintergrund bzw. Verwandtschaft aller indigenen Stämme der K'ómoks / K'omoks informieren – nähere Detailauskünfte zu den einzelnen Stämmen bzw. First Nations sind unter den zugehörigen jeweiligen Artikeln nachzulesen.

## Sprache und Identität
Die heute allgemein unter dem Sammelbegriff als Comox (K'omoks) bekannte Stammesgruppe unterteilte sich einst geographisch und (später teilweise auch kulturell) in zwei (evtl. drei) große regionale Dialektgruppen beiderseits der Strait of Georgia, einer Wasserstraße und Meerenge, die Vancouver Island im Westen von den nördlichen Küstengebieten und Inseln des kanadischen Festlands im Osten trennt; die „Ayajusem (Insel-Comox-Dialekt)“ sprechenden mehrere Siedlungsgruppen/Stämme umfassenden Island Comox (Insel Comox) bzw. Comox (K'omoks) und die „Puntletch (Puntledge/Pənƛ̕áč-Dialekt)“ sprechenden Pentlatch (Puntletch/Puntledge) entlang der ganzen Ostküste von Vancouver Island sowie auf mehreren Inseln zwischen Vancouver Island sowie die den „Ayajuthem (Festland-Comox-Dialekt)“ sprechenden auf dem gegenüberliegenden Festland und den Küstengebieten sowie einigen vorgelagerten Insel lebenden Mainland Comox (Festland Comox) der Klahoose (ƛohos), Sliammon (ɬəʔamɛn oder Tla A'min) und Homalco (Xwemalhkwu). Jeder dieser Stämme hatte jeweils seine eigenen Ursprungsgeschichten, die alle die ersten Vorfahren der Stämme mit ihren jeweiligen Stammesgebieten verbinden.

### Island Comox (Insel Comox) bzw. Sathloot
Die „Island Comox (Insel Comox)“ bestehen aus mehreren Siedlungsgruppen bzw. Stämmen; den Sathloot ('Sath-loot), Sasitla (Sa-'seet-la), Ieeksen (Eye-'ick-sun), Xa'xe ('Ha-hey), Komokwe (K'ómoks), Yayaquila, Katkadul, Cha'chae und Tat'poos sind alle kulturell und bezeichnen sich selber als Sathloot ('Sath-loot) bzw. Sałułtxw (später wurden sie jedoch als K'ómoks bezeichnet). Die ursprünglichen Territorien dieser Stämme umfassten den Osten von Vancouver Island vom Salmon River bei Sayward in der Kelsey Bay an der Johnstone Strait im Norden bis zum Englishman River im Süden umfasste (inkl. der Gebiete des Comox Valley mit den Städten Courtenay und Comox) sowie mehrere Inseln zwischen Vancouver Island und dem Festland – hierunter Maurelle Island, Read Island und Quadra Island (Letztere die größte der Discovery Islands mit Tsa-Kwa-Luten als bedeutendem Versammlungsplatz), Denman Island und Hornby Island und den Nordwesten von Texada Island (Letztere die größte der Nördlichen Gulf Islands), Sandy Island (auch Tree Island) und Seal Islands (Seal Islets auch Shack Island) sowie ostwärts die Malaspina Peninsula sowie Toba Inlet und einige Küstengebiete des Festlands. Um 1700 wird ihre Anzahl auf ca. 8.000 Stammesangehörige geschätzt. Heutige K'ómoks First Nation.

### Pentlatch (Puntletch) bzw. Puntledge
Die Pentlatch (Puntletch / Puntledge) hatten eine ähnliche Kultur wie die „Sathloot ('Sath-loot)“, sprachen aber mit dem „Puntletch (Puntledge/Pənƛ̕áč-Dialekt)“ eine eigene Sprache und haben auch ihre eigene einzigartige Entstehungsgeschichte, die ihnen eine eigene Identität gab. Sie lebten entlang der Ostküste von Vancouver Island von Kye Bay entlang des Puntledge River, Tsolum River und Courtenay River im Norden bis südwärts im Gebiet des heutigen Parksville nördlich des Englishman River sowie auf Denman Island und Hornby Island. Um 1700 wird ihre Anzahl auf ca. 6.000 Stammesangehörige geschätzt. Heutige Qualicum First Nation und K'ómoks First Nation.

### Mainland Comox (Festland Comox)
Die „Mainland Comox (Festland Comox)“ bildeten einst eine einzige Siedlungsgruppe bzw. Stamm, die sich als Tla A'min bezeichnete; erst das Vordringen der Europäer, geschwächt von mehreren Seuchen sowie Raubzüge indigener Sklavenjäger und Räuber (Laich-kwil-tach (Lekwiltok) und Haida aus dem Norden), zersprengte das einheitliche Siedlungsgebiet und die Errichtung der Reservate manifestierte dies:
- die Klahoose (ƛohos) lebten am Nordende der Strait of Georgia im Desolation Sound (von West nach Ost: auf Cortes Island, West Redonda Island und East Redonda Island, alle zu den Discovery Islands zahlend) bis zum Toba Inlet, einschließlich des Pryce Channel und Homfray Channel; seit den Eroberungen der nach Süden vorstoßenden Laich-kwil-tach wird jedoch Cortes Island gegenüber der kanadischen Regierung von der siegreichen Kwiakah First Nation (Kwiakah Band), einer der vier Hauptgruppen der Laich-kwil-tach, als Stammesgebiet beansprucht. Heutige Klahoose First Nation.
- die Sliammon (ɬəʔamɛn oder Tla A'min) lebten im Gebiet rund um Stillwater und im nördlichen Teil von Texada Island, nordwärts entlang der Malaspina Peninsula und Gifford Peninsula bis zum Südende des Homfray Channel sowie Teile von Cortes Island, einschließlich kleinerer Inseln wie Hernando, Savary und Harwood Island sowie am Festland im Gebiet des heutigen Stadt Powell River am gleichnamigen Fluss sowie am Powell Lake, Goat Lake und Haslam Lake. Heutige Tla A'min First Nation, früher Sliammon First Nation bzw. Sliammon Indian Band genannt.
- die Homalco (Xwemalhkwu) lebten entlang des Southgate River und Homathko River sowie an der Orford Bay im Gebiet des Bute Inlet sowie an der nördlichen Sunshine Coast – zudem bewohnten sie die dem Festland vorgelagerten Inseln Sonora Island und Stuart Island (beide zu den Discovery Islands zählend). Vermutlich bewohnten neben den Homalco (Xwemalhkwu) bereits seit Jahrhunderten die Nördliche Athabasken zählenden kriegerischen Tsilhqot'in ebenfalls dieses Gebiet, da Letztere immer wieder zum Lachsfischen am Bute Inlet erschienen. Heutige Homalco First Nation bzw. Homalco (Xwemalhkwu) Indian Band genannt.

## Geschichte

### Grundlagen
Als Joseph McKay die Gegend um den heutigen Ort Comox 1852 besuchte, berichtete er seinem Auftraggeber James Douglas, die Prärien seien von „Sanetch“ (Saanich), parkartigen Wiesen durchsetzt. Außerdem erlaubten natürliche Häfen und guter Boden Ackerbau, wo bisher Camas und Kartoffeln wuchsen.
Camas (Camassia quamash) und die kurz zuvor eingeführten Kartoffeln spielten für die Stämme der Pentlatch, K’ ómoks und Kwakwaka'wakw eine wichtige Rolle. Die Camas-Wiesen und eine nur im Nordwesten Amerikas vorkommende Eichenart bildeten darüber hinaus eine Art Heilgarten für die Indianer. Die Wiesen wurden periodisch abgebrannt, was ihre Fruchtbarkeit erhöhte, und zugleich die Überwaldung durch andere Arten verhinderte. Außerdem wurde mit den großen Camas-Früchten Handel betrieben, vor allem mit den Nuu-chah-nulth.
Als weiteres Handelsgut kam die Tomate hinzu, die zwischen 1800 und 1815 in der Region Eingang fand. So bauten die Haida Tomaten an und verkauften sie über mehrere Jahrzehnte an vorbeikommende Schiffe, aber auch in Fort Simpson. Auf diese Art fanden die im nördlichen Vancouver Island lebenden Stämme einen kleinen Ersatz für den Pelzhandel, der fast zur Ausrottung von Fischottern und Bibern führte. Möglicherweise haben die K’ómoks den Kartoffelanbau von Leuten der Hudson’s Bay Company (HBC) in Fort Langley übernommen, möglicherweise aber auch schon früher durch traditionellen Handel.

### Erste Kontakte mit Europäern
Zwar nahmen George Vancouver und andere Entdecker Kontakt zu dieser Gruppe auf, doch waren sie für den Pelzhandel in Ermangelung von Fischottern uninteressant. Die drastischen Gesellschaftsveränderungen, die dieser Handel bei den Nuu-chah-nulth an der Westküste von Vancouver Island, aber auch im Norden und Süden der Insel hervorbrachten, erreichten die Comox mit deutlicher Verzögerung.

### Die Schlacht von Hwtlupnuts (Maple Bay) um 1840
Während erste Pockenepidemien bereits ab 1775 und 1782 die südlichen Stämme schwächten, blieben die Kwakwaka'wakw im Norden davon lange verschont. Sie nutzten die Gelegenheit, um zu rauben und Sklaven zu fangen. Dabei kamen ihnen Musketen zugute, die sie auf Umwegen durch den Pelzhandel mit den Europäern erwarben. Doch die Ansiedlungen der HBC brachten bald auch Gewehre in die Hände der südlichen Stämme, wie der Comox. Die Comox verbündeten sich sogar mit den mächtigen Eindringlingen aus dem Norden, den Laich-kwil-tach (Lekwiltok) („Südliche Kwakiutl“). Doch die übrigen Stämme der Region, die Nanaimo, Saanich, Songhees, Esquimalt, Musqueam und Squamish verbündeten sich gegen die Laich-kwil-tach (Lekwiltok). In der Maple Bay lockten sie, als Frauen verkleidet, die Gegner in eine Falle. Das größte Stammesbündnis der Inselgeschichte war für die Comox, die auf Seiten der Laich-kwil-tach (Lekwiltok) gestanden hatten, ein Desaster. Die Stammeskoalition war es übrigens auch, die Fort Victoria 1843 angriff, wenn sie sich auch zu einem Friedensschluss bereiterklärte. Tzouhalem, Häuptling der Cowichan, hatte sie angeführt.
Laich-kwil-tach-Überfälle auf die südliche Georgia-Straße, den Puget Sound und sogar den Fraser River hinauf und hinaus in die Straße von Juan de Fuca und nach Norden werden in den Annalen der frühen Entdecker und Händler der First Nations beschrieben. Kurz nach der Gründung von Fort Langley gab es einen bemerkenswerten Vorfall, bei dem die Mitarbeiter der Hudson’s Bay Company (HBC) eine Belagerung durch die Euclataws (d. h. die Laich-kwil-tach) mit Kanonen abwehrten (was die Wertschätzung der belagerten lokalen Kwantlen einbrachte). Trotz der Anwesenheit von Fort Langley überfielen die Laich-kwil-tach weiterhin andere Sto:lo Stämme weiter flussaufwärts.
Im Jahr 1862 wurden die Sathloot von den nördlich lebenden mächtigen Laich-kwil-tach (Lekwiltok) der Kwakwaka'wakw unterjocht, ihr Land besetzt und sie in deren Stammesbündnis integriert; die Pentlatch – bereits stark dezimiert durch Attacken der Haida – hatten sich bereits zuvor den mächtigeren Comox (K'omoks) angeschlossen (diese kamen als Flüchtlinge südwärts und übernahmen nun die Stammesgebiete der Pentlach). Aus der Not heraus, begleiteten nun die Sathloot (Pentlatch und Comox (K'omoks)) die Invasoren auf deren Raubzüge gen Süden gegen andere Völker der Küsten-Salish (inklusive gegen die Mainland Comox). Bald gaben sie ihre Dialekte auf und übernahmen die Kultur sowie den Liq'wala-Dialekt des Kwak'wala ihrer Herren (so dass in manchen Publikationen über die Kwakwaka'wakw sie als Salish gruppiert werden und in solchen über Küsten-Salish als Kwakwaka'wakw).
Viele „Mainland Comox (Festland Comox)“ – die Sliammon, Klahoose und Homalco – identifizieren sich daher nicht als „K’ómoks (Comox)“, und der Name „K’ómoks (Comox)“ wird von vielen anderen enger mit den Laich-kwil-tach (Lekwiltok) Stämmen verbunden, da die „K’ómoks (Comox)“ und „Pentlatch“ diese Sprache sprechen. „Ayajusem (Insel-Comox-Dialekt)“ wurde in den späten 1800er Jahren sehr selten, als der Liq'wala-Dialekt die gebräuchlichere Sprache wurde und schließlich bevorzugt gesprochen wurde. Die „Mainland Comox (Festland Comox)“ betrachten diese daher sowohl kulturell als auch sprachlich als Laich-kwil-tach (Lekwiltok), die ihre traditionellen Feinde waren.

### Weiße Siedler
George Drabble, der 1862 im Auftrag der Provinz die Gegend besuchte, verzeichnete noch Dörfer an der Küste und das Pentlatch-Dorf am Tsolum in seinen Karten. Kurz darauf, ab dem 2. Oktober 1862, verdrängten Siedler, die das Land für einen Dollar pro Acre kauften, die Indianer. Die Camas-Wiesen wurden verlassen, die Eichen gefällt, Kartoffelacker dominierten bald das Land, dazu Vieh. Die Bodenbewirtschaftung der Indianer wurde noch nicht einmal als Landwirtschaft erkannt.
Die K’ómoks, ihrer wirtschaftlichen Grundlagen beraubt, mussten sich zu niedrigen Löhnen bei den Siedlern verdingen: Bäume fällen, Kanutransport, Straßenbau und Feldarbeit. Die Frauen arbeiteten meistens auf den Kartoffeläckern.
Als die McKenna-McBride-Kommission ab 1913 die Reservate aufsuchte, schlug sie vor, dass von den beiden Reservaten des „Comox Tribe“, „No. 1 - Comox, 155.00 acres“ bestehen bleiben, während „Pentledge Reserve No. 2“ eingezogen werden sollte. Dazu kam ein Friedhof am Goose Spit von 14 Acre Fläche, der ebenfalls bestätigt wurde. Rechtskraft erhielten diese Vorschläge der Kommission erst 1923.

## Heutige Situation
1967 wurden 783 Comox gezählt. Sie sind im Kwakiutl District Council vertreten, der zehn First Nations umfasst. Zum Council zählen neben den Comox auch die Stämme der Campbell River, dazu die Cape Mudge, die Da'naxda'xw First Nation, die Gwa'Sala-Nakwaxda'xw, die Kwakiutl First Nation, die Kwiakah, die Mamalilikulla-Qwe'Qwa'Sot'Em, die Quatsino und die Tlatlasikwala.

## Heutige First Nations
- K'ómoks First Nation (auf Vancouver Island, ethnisch hauptsächlich Sathloot (K'ómoks) und Pentlatch, aber kulturell und sprachlich Laich-kwil-tach; Resvervate: Comox Indian Reserve #1 befindet sich neben der Stadt Comox am Comox Harbour, Puntledge Reserve #2 am linken Ufer des Puntledge River an der Mündung des Tsolum River bei der Stadt Courtenay, Goose Spit Reserve #3 befindet sich auf Goose Spit am Comox Harbour, Salmon River (K'ómoks) #1 befindet sich an der Mündung des Salmon River in die Johnston Strait in der Nähe von Sayward; Population (Stand Juni 2022): 348 Stammesmitglieder.)[3]
- Qualicum First Nation (in der Qualicum Bay auf Vancouver Island, ethnisch Pentlatch zusammen mit einigen Laich-kwil-tach, aber kulturell und sprachlich Laich-kwil-tach; Reservat: Qualicum an der Mündung des Qualicum River; Population (Stand Juni 2022): 142 Stammesmitglieder.)
- Tla'amin Nation (früher: Sliammon First Nation; Powell River (Sliammon) / Malaspina-Halbinsel; 6 Reservate; Population (Stand Juni 2022): 1.198 Stammesmitglieder.)
- Klahoose First Nation (Discovery Islands, Cortes Island (Squirrel Cove); 10 Reservate; Population (Stand Juni 2022): 436 Stammesmitglieder.)
- Homalco First Nation (im Toba Inlet und im Bute Inlet (Church House), 12 Reservate; Population (Stand Juni 2022): 470 Stammesmitglieder.)
- Kwiakah First Nation (ethnisch größtenteils Laich-kwil-tach zusammen mit Sathloot (K'ómoks) und Pentlatch, aber kulturell und sprachlich Laich-kwil-tach; Reservate: Matsayno #5 am Ende und der Ostseite des Phillips Arms des Cardero Canals vor der Johnston Strait, Saaiyouck #6 nordwestlich von Stuart Island westlich von Arran Rapids; Population (Stand Juni 2022): 22 Stammesmitglieder.)
- We Wai Kum First Nation (offizieller Name: Campbell River First Nation, ethnisch größtenteils Laich-kwil-tach zusammen mit Sathloot (K'ómoks), aber kulturell und sprachlich Laich-kwil-tach; 5 Reservate; Population (Stand Juni 2022): 897 Stammesmitglieder.)